# Schizopyga congica
Schizopyga congica là một loài tò vò trong họ Ichneumonidae.